# Mistrzostwa Europy w Lekkoatletyce 1950 – bieg na 800 m mężczyzn

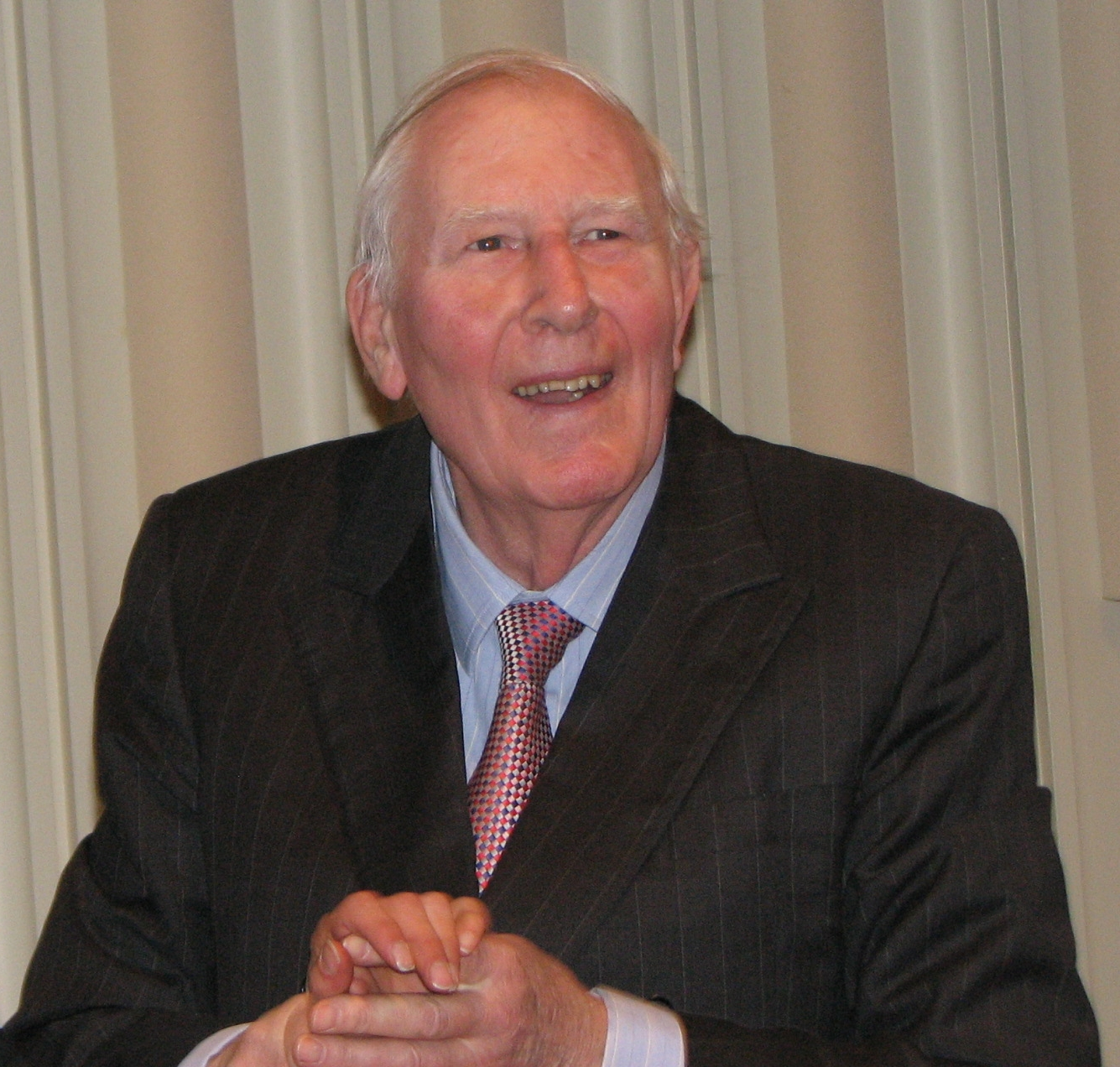
Roger Bannister w 2009

Bieg na dystansie 800 metrów mężczyzn był jedną z konkurencji rozgrywanych podczas IV Mistrzostw Europy w Brukseli. Biegi eliminacyjne zostały rozegrane 23 sierpnia, a bieg finałowy 26 sierpnia 1950 roku. Zwycięzcą tej konkurencji został Brytyjczyk John Parlett. W rywalizacji wzięło udział osiemnastu zawodników z dwunastu reprezentacji.

## Rekordy
| Rekord świata     | Rudolf Harbig (GER) | 1:46,6 | Mediolan, Włochy | 15.07.1939 |
| Rekord Europy     | Rudolf Harbig (GER) | 1:46,6 | Mediolan, Włochy | 15.07.1939 |
| Rekord mistrzostw | Rudolf Harbig (GER) | 1:50,6 | Paryż, Francja   | 04.09.1938 |

## Wyniki

### Eliminacje
Bieg 1
| Miejsce | Zawodnik              | Czas   | Uwagi |
| ------- | --------------------- | ------ | ----- |
| 1       | Audun Boysen          | 1:51,2 | Q     |
| 2       | Ingvar Bengtsson      | 1:51,5 | Q     |
| 3       | Josy Barthel          | 1:51,7 | Q     |
| 4       | Václav Aim            | 1:53,0 |       |
| 5       | Giennadij Modoj       | 1:53,1 |       |
| 6       | Magnús Jónsson        | 1:56,2 |       |
| 7       | Telemachos Kanellidis | 1:59,1 |       |

Bieg 2
| Miejsce | Zawodnik        | Czas   | Uwagi |
| ------- | --------------- | ------ | ----- |
| 1       | Marcel Hansenne | 1:50,8 | Q     |
| 2       | Olle Lindén     | 1:50,9 | Q     |
| 3       | John Parlett    | 1:51,9 | Q     |
| 4       | Alfred Langenus | 1:55,3 |       |
| 5       | Aldo Fracassi   | 1:55,3 |       |
| 6       | Pétur Einarsson | 1:56,7 |       |

Bieg 3
| Miejsce | Zawodnik         | Czas   | Uwagi |
| ------- | ---------------- | ------ | ----- |
| 1       | Roger Bannister  | 1:53,8 | Q     |
| 2       | Michel Clare     | 1:53,8 | Q     |
| 3       | Joseph Brys      | 1:54,1 | Q     |
| 4       | Matija Hanc      | 1:55,3 |       |
| 5       | Lukas Adamopulos | 1:57,5 |       |

### Finał
| Miejsce | Zawodnik         | Czas   | Uwagi |
| ------- | ---------------- | ------ | ----- |
| 1       | John Parlett     | 1:50,5 | CR    |
| 2       | Marcel Hansenne  | 1:50,7 |       |
| 3       | Roger Bannister  | 1:50,7 |       |
| 4       | Ingvar Bengtsson | 1:51,2 |       |
| 5       | Audun Boysen     | 1:51,4 |       |
| 6       | Michel Clare     | 1:51,6 |       |
| 7       | Olle Lindén      | 1:52,3 |       |
| 8       | Joseph Brys      | 1:54,0 |       |
| 9       | Josy Barthel     | 1:58,8 |       |